# مسجد بوخونگکی
مسجد بوخونگکی یک مسجد سنی واقع در بوخونگکی، لهستان می‌باشد. ساخت و ساز این ساختمان در پایان قرن نوزدهم به پایان رسید.